# IJlst (gemeente)
IJlst (Fries: Drylts) is een voormalige gemeente in de Zuidwesthoek van Friesland en heeft bestaan tot 1 januari 1984. De gemeente ging tijdens de Friese herindeling van 1984 op in de gemeente Wymbritseradeel.
In de gemeente lagen de hoofdplaats IJlst en een gedeelte van de buurtschap Nijezijl. De gemeente had op 31 december 1983 circa 2800 inwoners op een oppervlakte van 7,34 km².